# 럭키세븐 (라디오 프로그램)
럭키세븐은 KBS 해피FM에서 2018년 5월 28일부터 2020년 8월 30일까지 2년간 방송했던 라디오 프로그램이다.

## 역대 방송시간
| 방송 채널  | 방송 기간                         | 방송 시간                  |
| ---------- | --------------------------------- | -------------------------- |
| KBS 해피FM | 2018년 5월 28일 ~ 2018년 9월 30일 | 매일 아침 7:10 ~ 오전 9:00 |
| KBS 해피FM | 2018년 10월 1일 ~ 2020년 8월 30일 | 매일 아침 7:05 ~ 오전 9:00 |

## 역대 DJ
- 2018년 5월 28일 ~ 2019년 5월 5일 : 조충현 아나운서
- 2019년 5월 6일 ~ 2020년 8월 30일 : 김선근 아나운서